# Colluricincla woodwardi
Colluricincla woodwardi là một loài chim trong họ Pachycephalidae.